# Johann Bockwinkel
Johann Bockwinkel SVD (* 19. August 1910 in Ellewick-Crosewick; † 23. Juli 1999 in Hohenau (Paraguay)) war Prälat von Encarnación.

## Leben
Johann Bockwinkel trat der Ordensgemeinschaft der Steyler Missionare bei, legte die Profess am 1934 ab und empfing am 27. Oktober 1935 die Priesterweihe. Seine Missionsarbeit führte ihn zunächst nach Peking, anschließend war er mehrere Jahre in Argentinien tätig.
Paul VI. ernannte ihn am 11. Mai 1968 zum Prälaten von Encarnación und Titularbischof von Oppidum Novum. Die Bischofsweihe spendete ihm der Apostolische Nuntius in Paraguay, Antonio Innocenti, am 23. Juni desselben Jahres; Mitkonsekratoren waren Jorge Kémérer SVD, Bischof von Posadas, und Agustín Rodríguez, Militärbischof von Paraguay.
Er verzichtete am 3. November 1977 im Zuge der neuen Vergaberichtlinien der römischen Kurie auf seinen Titularbischofssitz. Am 24. Juli 1987 nahm Johannes Paul II. seinen altersbedingten Rücktritt an.
Ihm zu Ehren wurde 1999 eine Straße in Encarnación, die zum 9 km entfernten Heiligtum Jungfrau von Itacuá führt, in Avenida Juan Bockwinkel umbenannt.

## Auszeichnungen
- 1985: Großes Bundesverdienstkreuz mit Stern

## Schriften (Auswahl)
- Los héroes del Monday. Historia de la misión verbita en el Monday, 1910–1925. Asunción 1990, OCLC 253696336.
- Steyler Indianermission in Paraguay 1910–1925 (= Studia Instituti Missiologici Societatis Verbi Divini. Band 55). Steyler Verlag, Nettetal 1992, ISBN 3-8050-0305-6.
- Misión en tres continentes. La vida de Monseñor Juan Bockwinkel, SVD. Misioneros del Verbo Divino, Asunción 1998, OCLC 978060414.